# Turó del Prat Fondo
El Turó del Prat Fondo és una muntanya de 1.166 metres que es troba al municipi de Sant Pere de Vilamajor, a la comarca del Vallès Oriental.